# العوادى (إب)

تعديل مصدري - تعديل

العوادى هي إحدى قرى عزلة شعب يافع بمديرية إب التابعة لمحافظة إب، بلغ تعداد سكانها 259 نسمة حسب تعداد اليمن لعام 2004.